# 三才圖會
《三才圖會》，又名《三才圖說》，是由明朝文献学家、藏书家王圻、王思義父子撰寫的百科式類書，於萬曆三十五年（1607年）成書，兩年後出版。全書共106卷，圖文並茂，反映了明代人的世界觀，为後人了解和研究明代社会提供了大量资料。

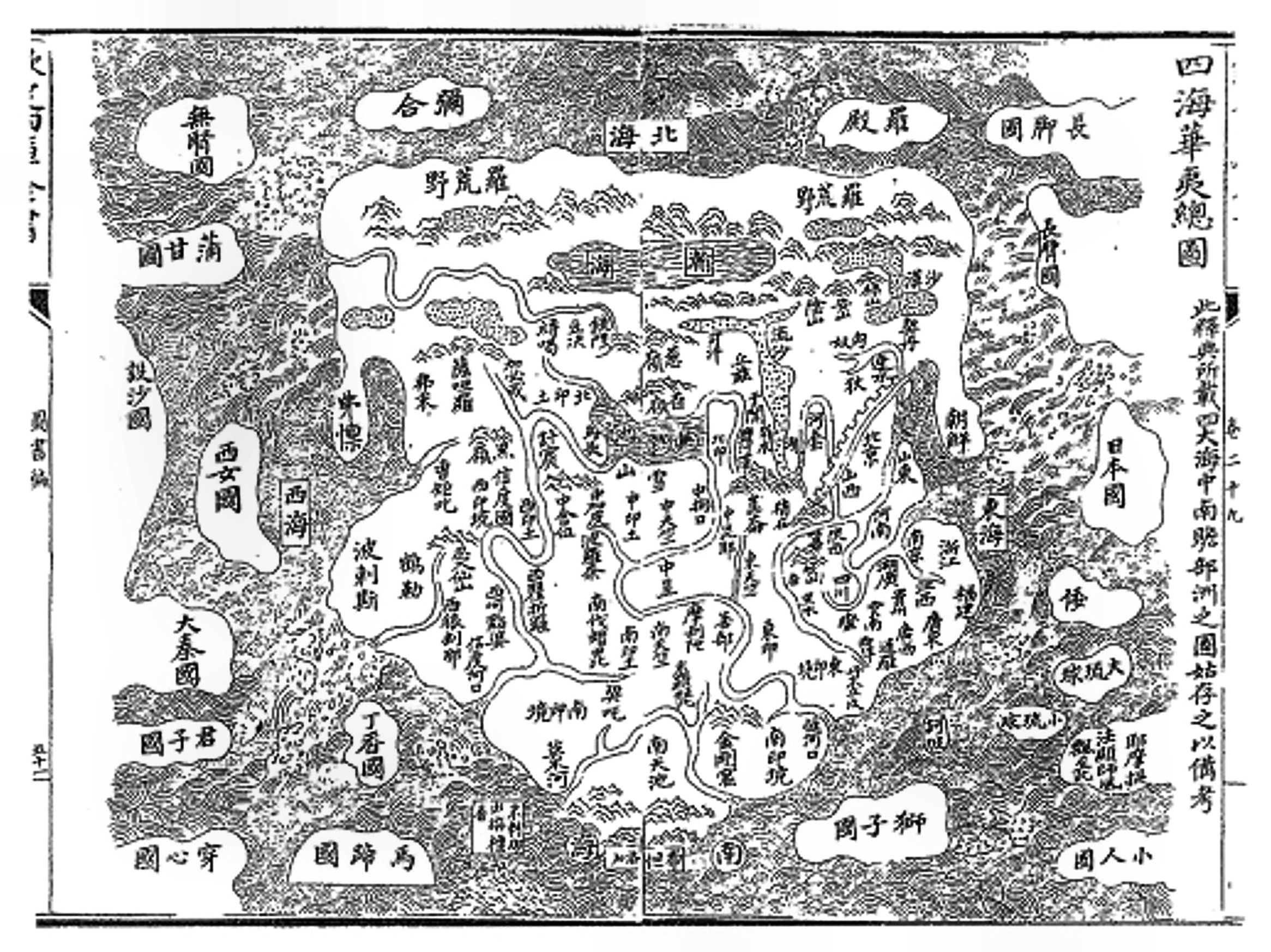
《三才圖會》四海華夷地圖

## 内容
《三才圖會》中的「三才」，即「天」、「地」和「人」。
全書共106卷，分为天文、地理、人物、時令、宮室、器用、身體、衣服、人事、儀制、珍寶、文史、鳥獸和草木共十四門，前三门为王圻撰就，後十一门为王思义写成，又经王思义以十年之功，详细审定。每门之下分卷，条记事物，“图绘以勒之于先，论话以缀之于后”，互为印证。

## 目录

《三才圖會》指南車圖